# John Burra
John Burra (20 november 1965) is een voormalige Tanzaniaanse langeafstandsloper, die gespecialiseerd was in de marathon. Hij won verschillende internationale marathons, zoals Amsterdam (1987), Madrid (1991), Moskou (1991) en Barcelona (1992). Ook nam hij tweemaal deel aan de Olympische Spelen, maar won hierbij geen medailles.

## Loopbaan
In 1988 nam Burra deel aan de Olympische Spelen van Seoel. Hierbij finishte hij als 43e op de marathon in 2:24.17. Vier jaar later op de Olympische Spelen van Barcelona nam hij wederom deel aan de olympische marathon, maar moest hierbij nog voor de finish uitstappen. In 1991 won hij de marathon van Madrid in 2:12.19.
In Nederland was John Burra geen onbekende. Zo won hij in 1987 de marathon van Amsterdam, nadat hij een jaar eerder in dezelfde wedstrijd reeds als tweede was gefinisht, een prestatie die hij in 1990 herhaalde. Ook won hij in 1991 de City-Pier-City Loop in een tijd van 1:01.38.

## Persoonlijke records
| Onderdeel      | Prestatie | Datum            | Plaats    |
| -------------- | --------- | ---------------- | --------- |
| halve marathon | 1:02.28   | 27 augustus 1988 | Stockholm |
| marathon       | 2:11.27   | 20 november 1986 | Tokio     |

## Palmares

### halve marathon
- 1988:  halve marathon van Sapporo - 1:03.42
- 1988:  halve marathon van Stockholm - 1:02.28
- 1991:  City-Pier-City Loop - 1:01.38 (niet gemeten parcours)

### marathon
- 1984:  marathon van Pune - 2:34.15
- 1985:  marathon van Arusha - 2:17.49
- 1985: 41e marathon van Hiroshima - 2:15.59
- 1986: 6e marathon van Tokio - 2:11.27
- 1986:  marathon van Amsterdam - 2:15.24
- 1986: 6e Chicago Marathon - 2:13.36
- 1987: 9e marathon van Tokio - 2:19.54
- 1987:  marathon van Amsterdam - 2:12.40
- 1988: 20e marathon van Boston - 2:17.11
- 1988:  marathon van Arusha - 2:09.30 (te kort parcours)
- 1988: 43e OS - 2:24.17
- 1989:  marathon van Stockholm - 2:15.00
- 1989: 31e marathon van Fukuoka - 2:23.29
- 1990:  marathon van Amsterdam - 2:12.42
- 1990:  marathon van Arusha - 2:19.22
- 1990: 12e marathon van Fukuoka - 2:16.47
- 1991:  marathon van Madrid - 2:12.19
- 1991:  marathon van Moskou - 2:13.05
- 1991: 18e marathon van New York - 2:18.58
- 1992:  marathon van Barcelona - 2:12.46
- 1992: 10e marathon van Venetië - 2:18.16
- 1992: DNF OS
- 1998:  marathon van Arusha - 2:23.14